# Anton Witkamp
Anton Witkamp (Den Haag, 12 oktober 1929 – Den Ilp, 24 september 2011) was een Nederlands journalist, die het grootste deel van zijn loopbaan bij De Telegraaf werkzaam was.
Witkamp startte zijn werkzame leven bij het ANP. Hij zette zijn loopbaan voort bij de sportredactie van De Telegraaf. Van zijn hand was de naam Telesport, het sportkatern van deze krant. In de jaren 1976 tot 1992 maakte hij deel uit van de hoofdredactie van De Telegraaf. De laatste periode voor zijn pensionering was hij adjunct-hoofdredacteur.
Witkamp is de bedenker van de Super Competition (voorloper van de UEFA Super Cup), de wedstrijd tussen de winnaar van de UEFA Champions League en de winnaar van de UEFA Europa League.